# Dragan Đukić (Handballtrainer)

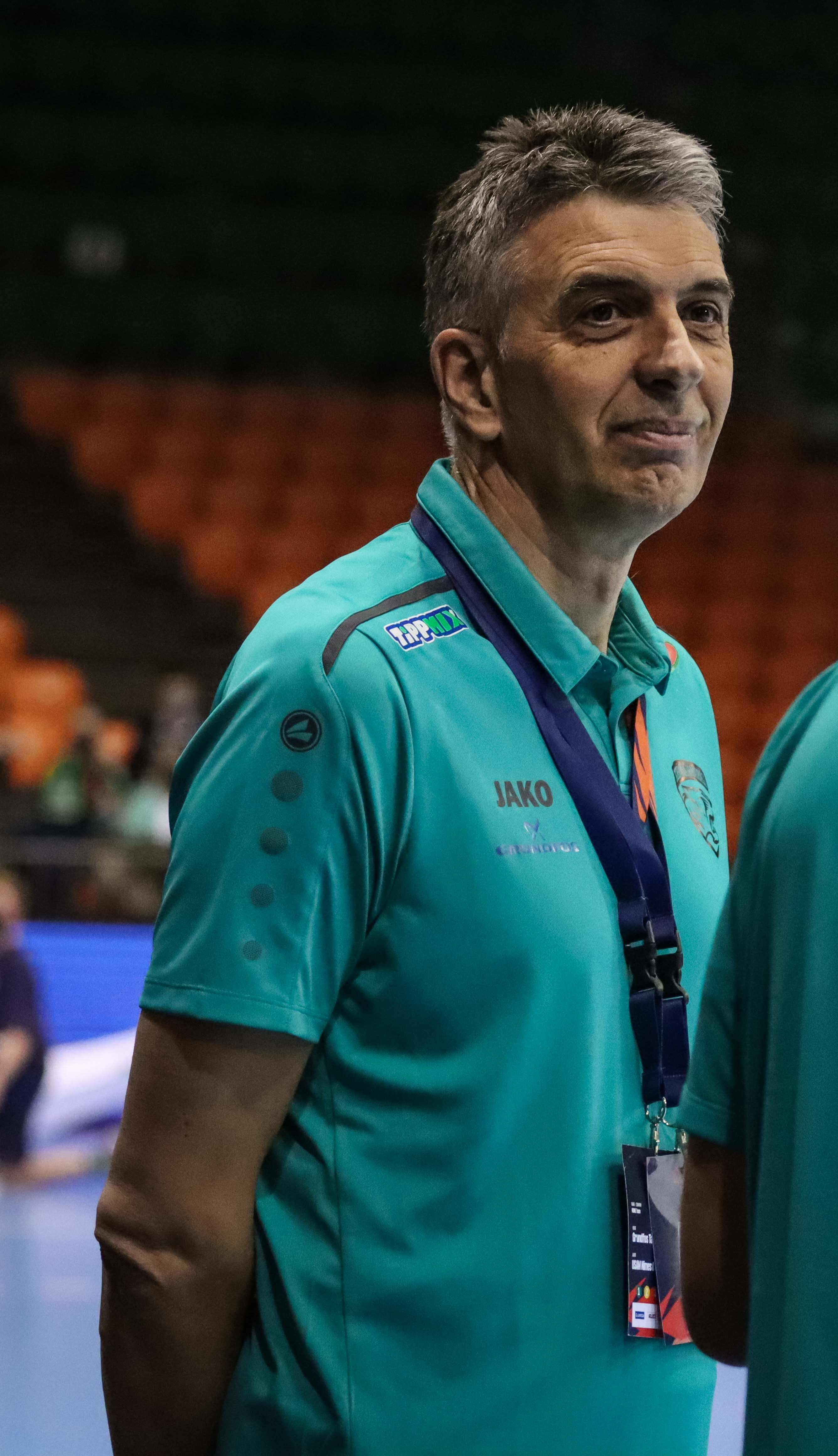
Dragan Đukić (2021)

Dragan Đukić [dr⁠⁠a⁠ɡan dʑukitɕ] (serbisch-kyrillisch Драган Ђукић; * 9. August 1962 in Aranđelovac, Volksrepublik Serbien, SFR Jugoslawien) ist ein serbischer Handballtrainer.

## Karriere
Đukić war von 1987 bis 2001 Trainer verschiedener Jugend- und Juniorennationalteams Jugoslawiens, Serbien-Montenegros und Serbiens, daneben war er Vereinstrainer in Serbien und betreute 2000 die jordanische Nationalmannschaft. 2000 wurde er zudem Trainer des ungarischen Clubs Pick Szeged, was er bis 2003 blieb. Im Anschluss ging er von 2003 bis 2005 nach Nordmazedonien, wo er sowohl die Nationalmannschaft als auch Vardar Skopje betreute, und 2005/06 zum portugiesischen Club HC Madeira. Von 2006 bis 2008 war er Schweizer Nationaltrainer.
Im Juni 2009 wurde Đukić Nachfolger Carsten Albrektsens als Trainer der britischen Nationalmannschaft mit dem Ziel, eine Mannschaft für das olympische Handballturnier 2012 in London zu formen. Bei den Olympischen Spielen verlor sein Team alle fünf Spiele deutlich.
Nach den Olympischen Spielen verließ Đukić Großbritannien und wurde Trainer der israelischen Nationalmannschaft. Später beendete er diese Tätigkeit. In der Saison 2016/17 trainierte er den israelischen Vereins Maccabi Tel Aviv. Von Dezember 2016 bis Juli 2018 betreute er zusätzlich die montenegrinischen Nationalmannschaft. In der Saison 2017/18 trainierte Đukić zusätzlich den rumänischen Erstligisten HC Odorheiu Secuiesc. Im Oktober 2018 übernahm er die Frauenmannschaft von CSM Bukarest. Später trainierte er den Tatabánya KC (bis 2022) und ab 2022 die erneut die israelische Nationalmannschaft. Im September 2023 übernahm er den griechischen Erstligisten AEK Athen. Nachdem er bereits im Januar 2024 in Athen entlassen worden war, übernahm er wenige Tage später den ungarischen Verein Tatabánya KC.